# Colom guatlla gorjablanc
El colom guatlla gorjablanc (Geotrygon frenata) és una espècie d'ocell de la família dels colúmbids (Columbidae) que habita la selva humida dels Andes a Colòmbia, l'Equador, sud del Perú, centre de Bolívia i nord-oest de l'Argentina.